# Coppa del Brasile 2024 (calcio)
La Coppa del Brasile 2024, nota anche come Copa Betano do Brasil 2024 per ragioni di sponsor, è stata la 36ª edizione della Coppa del Brasile di calcio. Iniziata il 20 febbraio 2024, si è conclusa il 10 novembre 2024 con la finale.
Il San Paolo era la squadra campione in carica. Il titolo è stato vinto dal Flamengo.

## Formula del torneo
Il 31 ottobre 2023 la CBF ha pubblicato il calendario della competizione.
| Turno            | Date                          | Numero di incontri | Squadre       | Entrano a questo turno                 |
| ---------------- | ----------------------------- | ------------------ | ------------- | -------------------------------------- |
| Primo turno      | 21-28 febbraio 2024           | 40                 | 80 → 40       | 80 squadre in base al ranking CBF      |
| Secondo turno    | 6-13 marzo 2024               | 20                 | 40 → 20 (+12) | –                                      |
| Terzo turno      | 1-22 maggio 2024              | 16                 | 32 → 16       | Le 12 migliori squadre nel ranking CBF |
| Ottavi di finale | 31 luglio - 7 agosto 2024     | 8                  | 16 → 8        | –                                      |
| Quarti di finale | 28 agosto - 12 settembre 2024 | 4                  | 8 → 4         | –                                      |
| Semifinali       | 2-17 ottobre 2024             | 2                  | 4 → 2         | –                                      |
| Finale           | 3-10 novembre 2024            | 1                  | 2 → 1         | –                                      |

## Squadre partecipanti
Diversamente dall'edizione precedente, quella del 2024 non garantisce la partecipazione in base ai piazzamenti delle squadre. Dei 92 slot, 80 sono assegnati sulla base dei campionati statali, mentre i 12 posti rimanenti sono riservati alle squadre qualificate alla Coppa Libertadores 2024, i vincitori della Copa do Nordeste, della Copa Verde, della Série B e ad eventuali squadre della Série A non automaticamente qualificate.
Le squadre in grassetto entrano nella competizione dal terzo turno.
| Stato               | Club                | Metodo di qualificazione                  |
| ------------------- | ------------------- | ----------------------------------------- |
| Acre                | Rio Branco-AC       | 1º nel Campionato Acriano                 |
| Acre                | Humaitá-AC          | 2º nel Campionato Acriano                 |
| Alagoas             | CRB                 | 1º nel Campionato Alagoano                |
| Alagoas             | ASA                 | 2º nel Campionato Alagoano                |
| Alagoas             | Murici              | 3º nel Campionato Alagoano                |
| Amapá               | Trem                | 1º nel Campionato Amapaense               |
| Amapá               | Independente-AP     | 2º nel Campionato Amapaense               |
| Amazonas (Brasile)  | Amazonas            | 1º nel Campionato Amazonense              |
| Amazonas (Brasile)  | Manauara            | 2º nel Campionato Amazonense              |
| Bahia               | Vitória             | 1° nel Campeonato Brasileiro Série B 2023 |
| Bahia               | Bahia               | 1º nel Campionato Baiano                  |
| Bahia               | Jacuipense          | 2º nel Campionato Baiano                  |
| Bahia               | Itabuna             | 3º nel Campionato Baiano                  |
| Ceará               | Ceará               | Vincitore della Copa do Nordeste          |
| Ceará               | Fortaleza           | 1º nel Campionato Cearense                |
| Ceará               | Iguatu              | 2º nel Campionato Cearense                |
| Ceará               | Ferroviário-CE      | Vincitore della Copa Fares Lopes          |
| Distretto Federale  | Real Brasília       | 1º nel Campionato Brasiliense             |
| Distretto Federale  | Brasiliense         | 2º nel Campionato Brasiliense             |
| Espírito Santo      | Real Noroeste       | 1º nel Campionato Capixaba                |
| Espírito Santo      | Nova Venécia        | 2º nel Campionato Capixaba                |
| Goiás               | Goiás               | Vincitore della Copa Verde                |
| Goiás               | Atl. Goianiense     | 1º nel Campionato Goiano                  |
| Goiás               | Aparecidense        | 3º nel Campionato Goiano                  |
| Goiás               | Anápolis            | 4º nel Campionato Goiano                  |
| Maranhão            | Maranhão            | 1º nel Campionato Maranhense              |
| Maranhão            | Moto Club           | 2º nel Campionato Maranhense              |
| Maranhão            | Sampaio Corrêa      | 3º nel Campionato Maranhense              |
| Mato Grosso         | Cuiabá              | 1º nel Campionato Matogrossense           |
| Mato Grosso         | União Rondonópolis  | 2º nel Campionato Matogrossense           |
| Mato Grosso         | CEOV                | Vincitore della Copa Mato-Grossense       |
| Mato Grosso do Sul  | Costa Rica          | 1º nel Campionato Sul-Mato-Grossense      |
| Mato Grosso do Sul  | Operário-MS         | 2º nel Campionato Sul-Mato-Grossense      |
| Minas Gerais        | Atlético Mineiro    | 3° nel Campeonato Brasileiro Série A 2023 |
| Minas Gerais        | América-MG          | 2º nel Campionato Mineiro                 |
| Minas Gerais        | Athletic            | 3º nel Campionato Mineiro                 |
| Minas Gerais        | Cruzeiro            | 4º nel Campionato Mineiro                 |
| Minas Gerais        | Villa Nova          | 5º nel Campionato Mineiro                 |
| Minas Gerais        | Tombense            | Vincitore del Trofeu Inconfidencia        |
| Pará                | Águia de Marabá     | 1º nel Campionato Paraense                |
| Pará                | Remo                | 2º nel Campionato Paraense                |
| Pará                | Paysandu            | 3º nel Campionato Paraense                |
| Paraíba             | Treze               | 1º nel Campionato Paraibano               |
| Paraíba             | Sousa               | 2º nel Campionato Paraibano               |
| Paraná              | Athl. Paranaense    | 8° nel Campeonato Brasileiro Série A 2023 |
| Paraná              | FC Cascavel         | 2º nel Campionato Paranaense              |
| Paraná              | Operário-PR         | 3º nel Campionato Paranaense              |
| Paraná              | Maringá             | 4º nel Campionato Paranaense              |
| Paraná              | Coritiba            | 5º nel Campionato Paranaense              |
| Paraná              | Cianorte            | 6º nel Campionato Paranaense              |
| Pernambuco          | Sport Recife        | 1º nel Campionato Pernambucano            |
| Pernambuco          | Retrô               | 2º nel Campionato Pernambucano            |
| Pernambuco          | Petrolina           | 3º nel Campionato Pernambucano            |
| Piauí               | River               | 1º nel Campionato Piauiense               |
| Piauí               | Fluminense-PI       | 2º nel Campionato Piauiense               |
| Rio de Janeiro      | Fluminense          | Vincitore della Copa Libertadores 2023    |
| Rio de Janeiro      | Flamengo            | 4° nel Campeonato Brasileiro Série A 2023 |
| Rio de Janeiro      | Botafogo            | 5° nel Campeonato Brasileiro Série A 2023 |
| Rio de Janeiro      | Vasco da Gama       | 3º nel Campionato Carioca                 |
| Rio de Janeiro      | Volta Redonda       | 4º nel Campionato Carioca                 |
| Rio de Janeiro      | Audax Rio           | 6º nel Campionato Carioca                 |
| Rio de Janeiro      | Nova Iguaçu         | 7º nel Campionato Carioca                 |
| Rio de Janeiro      | Portuguesa-RJ       | 8º nel Campionato Carioca                 |
| Rio de Janeiro      | Olaria              | Finalista della Copa Rio                  |
| Rio Grande do Norte | América-RN          | 1º nel Campionato Potiguar                |
| Rio Grande do Norte | ABC                 | 2º nel Campionato Potiguar                |
| Rio Grande do Sul   | Grêmio              | 2° nel Campeonato Brasileiro Série A 2023 |
| Rio Grande do Sul   | Caxias              | 2º nel Campionato Gaùcho                  |
| Rio Grande do Sul   | Internacional       | 3º nel Campionato Gaùcho                  |
| Rio Grande do Sul   | Ypiranga-RS         | 4º nel Campionato Gaùcho                  |
| Rio Grande do Sul   | Juventude           | 5º nel Campionato Gaùcho                  |
| Rio Grande do Sul   | São Luiz            | Vincitore della Copa FGF                  |
| Rondônia            | Porto Velho         | 1º nel Campionato Rondoniense             |
| Rondônia            | Ji-Paraná           | 2º nel Campionato Rondoniense             |
| Roraima             | São Raimundo-RR     | 1º nel Campionato Roraimense              |
| Roraima             | GAS                 | 2º nel Campionato Roraimense              |
| Santa Catarina      | Criciúma            | 1º nel Campionato Catarinense             |
| Santa Catarina      | Brusque             | 2º nel Campionato Catarinense             |
| Santa Catarina      | Marcílio Dias       | Vincitore della Copa Santa Catarina       |
| San Paolo           | San Paolo           | Vincitore della Coppa del Brasile         |
| San Paolo           | Palmeiras           | Campione del Brasile                      |
| San Paolo           | RB Bragantino       | 6° nel Campeonato Brasileiro Série A 2023 |
| San Paolo           | Água Santa          | 2º nel Campionato Paulista                |
| San Paolo           | Ituano              | 3º nel Campionato Paulista                |
| San Paolo           | Corinthians         | 7º nel Campionato Paulista                |
| San Paolo           | Botafogo-SP         | 8º nel Campionato Paulista                |
| San Paolo           | São Bernardo        | Finalista della Taça Independência        |
| San Paolo           | Portuguesa Santista | Vincitore della Copa Paulista             |
| Sergipe             | Itabaiana           | 1º nel Campionato Sergipano               |
| Sergipe             | Confiança           | 2º nel Campionato Sergipano               |
| Tocantins           | Tocantinópolis      | 1º nel Campionato Tocantinense            |
| Tocantins           | Capital-TO          | 2º nel Campionato Tocantinense            |

## Primo turno
Il primo turno si gioca con sfide di sola andata, in casa della squadra con il minor punteggio nel ranking. In caso di pareggio, la squadra con il maggior punteggio nel ranking ottiene la qualificazione al secondo turno.
| Squadra 1           | Risultato | Squadra 2       |
| ------------------- | --------- | --------------- |
| 20 febbraio 2024    |           |                 |
| Nova Venécia        | 1 - 2     | Botafogo-SP     |
| Porto Velho         | 1 - 0     | Remo            |
| Treze               | 1 - 1     | ABC             |
| 21 febbraio 2024    |           |                 |
| Sousa               | 2 - 0     | Cruzeiro        |
| Anápolis            | 1 - 0     | Tombense        |
| Manauara            | 1 - 2     | Retrô           |
| River               | 1 - 1     | Ypiranga-RS     |
| Audax Rio           | 0 - 0     | Portuguesa-RJ   |
| Independente-AP     | 0 - 1     | Amazonas        |
| Moto Club           | 0 - 4     | Bahia           |
| São Luiz            | 2 - 1     | Ituano          |
| Costa Rica          | 1 - 2     | América-RN      |
| União Rondonópolis  | 1 - 3     | Atl. Goianiense |
| Real Brasília       | 2 - 1     | São Raimundo-RR |
| Rio Branco-AC       | 0 - 0     | CRB             |
| Capital             | 2 - 1     | Tocantinópolis  |
| Itabaiana           | 0 - 1     | Brasiliense     |
| 22 febbraio 2024    |           |                 |
| Cianorte            | 0 - 3     | Corinthians     |
| Real Noroeste       | 1 - 4     | Cuiabá          |
| Águia de Marabá     | 3 - 2     | Coritiba        |
| 27 febbraio 2024    |           |                 |
| Marcílio Dias       | 1 - 3     | Vasco da Gama   |
| Athletic            | 1 - 0     | Volta Redonda   |
| Iguatu              | 0 - 0     | Juventude       |
| 28 febbraio 2024    |           |                 |
| Petrolina           | 3 - 2     | FC Cascavel     |
| Olaria              | 0 - 1     | São Bernardo    |
| Humaitá-AC          | 1 - 1     | Sampaio Corrêa  |
| Maranhão            | 1 - 2     | Ferroviário-CE  |
| GAS                 | 0 - 1     | Brusque         |
| Maringá             | 2 - 0     | América-MG      |
| Operário-MS         | 0 - 0     | Operário-PR     |
| Villa Nova          | 1 - 0     | Aparecidense    |
| Portuguesa Santista | 0 - 1     | Caxias          |
| Trem                | 0 - 4     | Sport Recife    |
| Murici              | 2 - 1     | Confiança       |
| Água Santa          | 2 - 1     | Jacuipense      |
| CEOV                | 0 - 0     | Criciúma        |
| ASA                 | 0 - 2     | Internacional   |
| Itabuna             | 0 - 8     | Nova Iguaçu     |
| 29 febbraio 2024    |           |                 |
| Ji-Paraná           | 0 - 0     | Paysandu        |
| 4 marzo 2024        |           |                 |
| Fluminense-PI       | 0 - 3     | Fortaleza       |

## Secondo turno
Il secondo turno si gioca con sfide di sola andata, mentre la squadra di casa è stata determinata dal sorteggio. In caso di pareggio, la partita prevede i calci di rigore.
| Squadra 1       | Risultato       | Squadra 2       |
| --------------- | --------------- | --------------- |
| 6 marzo 2024    |                 |                 |
| Real Brasília   | 1 - 3           | Atl. Goianiense |
| 7 marzo 2024    |                 |                 |
| Sousa           | 1 - 0           | Petrolina       |
| Villa Nova      | 0 - 2           | Operário-PR     |
| Vasco da Gama   | 3 - 3 (4-1 dtr) | Água Santa      |
| 12 marzo 2024   |                 |                 |
| Portuguesa-RJ   | 0 - 0 (3-4 dtr) | Cuiabá          |
| ABC             | 1 - 1 (4-5 dtr) | Brusque         |
| Caxias          | 2 - 2 (5-6 dtr) | Bahia           |
| CRB             | 2 - 0           | Athletic        |
| 13 marzo 2024   |                 |                 |
| Sampaio Corrêa  | 0 - 0 (5-3 dtr) | Ferroviário-CE  |
| Ypiranga-RS     | 2 - 0           | Porto Velho     |
| Sport Recife    | 1 - 1 (5-4 dtr) | Murici          |
| América-RN      | 3 - 0           | São Luiz        |
| Nova Iguaçu     | 0 - 2           | Internacional   |
| Juventude       | 3 - 1           | Paysandu        |
| 14 marzo 2024   |                 |                 |
| Botafogo-SP     | 2 - 1           | Anápolis        |
| São Bernardo    | 0 - 2           | Corinthians     |
| Fortaleza       | 0 - 0 (3-2 dtr) | Retrô           |
| Maringá         | 0 - 1           | Amazonas        |
| Águia de Marabá | 3 - 0           | Capital         |
| Brasiliense     | 1 - 1 (1-3 dtr) | Criciúma        |

## Terzo turno
Il sorteggio del terzo turno si è tenuto il 17 aprile 2024 a Rio de Janeiro, nella sede della federazione brasiliana. Il turno si gioca con sfide di andata e ritorno, mentre la squadra di casa nella prima sfida è determinata dal sorteggio.
| Squadra 1        | Totale          | Squadra 2        | Andata | Ritorno |
| ---------------- | --------------- | ---------------- | ------ | ------- |
| Bahia            | 3 – 0           | Criciúma         | 1 – 0  | 2 – 0   |
| Operário-PR      | 1 – 3           | Grêmio           | 0 – 0  | 1 – 3   |
| Atlético Mineiro | 2 – 1           | Sport Recife     | 2 – 0  | 0 – 1   |
| Sampaio Corrêa   | 0 – 4           | Fluminense       | 0 – 2  | 0 – 2   |
| Brusque          | 2 – 5           | Atl. Goianiense  | 0 – 1  | 2 – 4   |
| Sousa            | 1 – 4           | RB Bragantino    | 1 – 1  | 0 – 3   |
| Ypiranga-RS      | 2 – 4           | Athl. Paranaense | 2 – 1  | 0 – 3   |
| Fortaleza        | 3 – 3 (4-5 dtr) | Vasco da Gama    | 0 – 0  | 3 – 3   |
| América-RN       | 2 – 4           | Corinthians      | 1 – 2  | 1 – 2   |
| Flamengo         | 2 – 0           | Amazonas         | 1 – 0  | 1 – 0   |
| Internacional    | 2 – 3           | Juventude        | 1 – 2  | 1 – 1   |
| Botafogo         | 3 – 1           | Vitória          | 1 – 0  | 2 – 1   |
| Águia de Marabá  | 1 – 5           | San Paolo        | 1 – 3  | 0 – 2   |
| CRB              | 2 – 0           | Ceará            | 1 – 0  | 1 – 0   |
| Goiás            | 1 – 1 (3-1 dtr) | Cuiabá           | 1 – 0  | 0 – 1   |
| Palmeiras        | 2 – 1           | Botafogo-SP      | 2 – 1  | 0 – 0   |

## Ottavi di finale
Il sorteggio per gli ottavi di finale si è tenuto il 18 luglio 2024 a Rio de Janeiro.
| Squadra 1        | Totale          | Squadra 2        | Andata | Ritorno |
| ---------------- | --------------- | ---------------- | ------ | ------- |
| Flamengo         | 2 – 1           | Palmeiras        | 2 – 0  | 0 – 1   |
| Atl. Goianiense  | 1 – 2           | Vasco da Gama    | 1 – 1  | 0 – 1   |
| Athl. Paranaense | 5 – 2           | RB Bragantino    | 2 – 0  | 3 – 2   |
| San Paolo        | 2 – 0           | Goiás            | 2 – 0  | 0 – 0   |
| CRB              | 2 – 5           | Atlético Mineiro | 2 – 2  | 0 – 3   |
| Botafogo         | 1 – 2           | Bahia            | 1 – 1  | 0 – 1   |
| Corinthians      | 0 – 0 (3-1 dtr) | Grêmio           | 0 – 0  | 0 – 0   |
| Juventude        | 5 – 4           | Fluminense       | 3 – 2  | 2 – 2   |

## Quarti di finale
Il sorteggio dei quarti di finale si è tenuto il 20 agosto 2024.
| Squadra 1     | Totale          | Squadra 2        | Andata | Ritorno |
| ------------- | --------------- | ---------------- | ------ | ------- |
| Vasco da Gama | 3 – 3 (5-4 dtr) | Athl. Paranaense | 2 – 1  | 1 – 2   |
| San Paolo     | 0 – 1           | Atlético Mineiro | 0 – 1  | 0 – 0   |
| Bahia         | 0 – 2           | Flamengo         | 0 – 1  | 0 – 1   |
| Juventude     | 3 – 4           | Corinthians      | 2 – 1  | 1 – 3   |

## Semifinali
| Squadra 1        | Totale | Squadra 2     | Andata | Ritorno |
| ---------------- | ------ | ------------- | ------ | ------- |
| Atlético Mineiro | 3 – 2  | Vasco da Gama | 2 – 1  | 1 – 1   |
| Flamengo         | 1 – 0  | Corinthians   | 1 – 0  | 0 – 0   |

## Finale
| Squadra 1        | Totale | Squadra 2 | Andata | Ritorno |
| ---------------- | ------ | --------- | ------ | ------- |
| Atlético Mineiro | 1 – 4  | Flamengo  | 1 – 3  | 0 – 1   |